# Mathieu Ngudjolo Chui
Mathieu Ngudjolo Chui (8 oktober 1970) is een voormalig rebellenleider in de Democratische Republiek Congo. Als leider van het "Nationalistisch en Integrationistisch Front" (Front des Nationalistes et Intégrationnistes, FNI) zou hij zich met de FRPI van Germain Katanga schuldig hebben gemaakt aan massamoord bij een gewelddadige aanval in februari 2003 op het dorp Bogoro in het district Itoeri, waarbij 200 burgers werden vermoord. Ngudjolo werd beschuldigd van moord, mishandeling, bedreiging, inzet van kindsoldaten, seksueel geweld en plundering, maar werd hier op 18 december 2012 van vrijgesproken door het Internationaal Strafhof (ICC).

## Strafzaak
Door de regering van Congo-Kinshasa werd de situatie aldaar in maart 2004 verwezen naar het Internationaal Strafhof. Ngudjolo Chui was een van de drie aangeklaagden. Hij werd op 7 februari 2008 aan het strafhof overgedragen. Op 18 december 2012 bepaalde het ICC dat weliswaar geen twijfel bestaat over dat er verschrikkelijke misdaden gepleegd zijn in Bogoro, maar dat niet bewezen is dat Ngudjolo Chui deze aanvoerde.